# Полковник Шабер (фільм, 1978)
«Полковник Шабер» (рос. «Полковник Шабер») — радянський телефільм 1978 року, знятий Ленінградським телебаченням за однойменною повістю Оноре де Бальзака.

## Сюжет
Дія відбувається в Парижі в 1818 році, в епоху правління Людовика XVIII. Полковник Шабер — видатний і шанований французький офіцер, який бився за Наполеона в російсько-прусько-французькій війні. Він отримує важке поранення в Битві при Прейсіш-Ейлау, його довгий час вважають загиблим, однак він відновлює сили і кілька років по тому повертається в рідний Париж. Полковник виявляє, що все його майно перейшло у спадок «вдові», яка через деякий час після помилкової звісткі про його загибель знову вийшла заміж за титуловану і заможну людину. Шабер намагається повернутися до колишнього життя, зустрічається з дружиною, але та нічого не хоче знати про чоловіка, що повернувся, тому що не бажає позбутися свого нинішнього становища. Шабер приходить до адвоката Дервіля і розповідає йому про все, що трапилося. Дервіль пропонує старому полковнику свою допомогу, але той, з благородних мотивів, відмовляється її прийняти. Полковник залишається ні з чим.

## У ролях
- Владислав Стржельчик —  полковник Шабер
- Олег Басілашвілі —  адвокат Дервіль
- Наталія Тенякова —  графиня Ферро
- Валерій Кузін —  Дельбек, керуючий графині
- Іван Мокеєв —  Букар, старший писар
- Михайло Боярський —  Годешаль
- Лев Лемке —  Кротта, нотаріус
- Микола Боярський —  Верньо, молочник
- Віктор Гвоздицький —  Гюре, писар
- Євген Баранов —  Симонен, розсильний
- Марія Призван-Соколова —  прислуга Дервіля

## Знімальна група
- Автор сценарію і режисер-постановник: Ірина Сорокіна
- Оператор-постановник: Михайло Філіппов
- Художник: Олександр Євграфов
- В якості музичного оформлення в телефільмі використані твори Людвіга Бетховена.